# Cane da pastore di Tatra
Il cane da pastore di Tatra (chiamato anche Polski Owczarek Podhalański o Tatra Shepherd Dog), è una razza canina di origine polacca riconosciuta dalla FCI (Standard N. 252, Gruppo 1, Sezione 1). 
È una razza canina selezionata nella regione montuosa della Polonia meridionale - il Podhale si estende nel tratto settentrionale dei Monti Tatra -, con la funzione di custode del gregge. Si tratta dunque non di un pastore-conduttore, ma di un pastore-guardiano, come il Pastore Maremmano-abruzzese, con il quale condivide numerosi tratti fisici e caratteriali, appartenendo entrambi al gruppo dei Grandi Cani Bianchi, diffusi in numerosi paesi europei e centro asiatici.
La forte riduzione dell'attività pastorale ne ha ridotto la diffusione nelle campagne, ma la razza è stata rivalutata come ottimo guardiano di case e proprietà in genere.
Nel 1967 la razza è stata riconosciuta ufficialmente dalla FCI.

## Descrizione
La coda è inserita non troppo alta. In azione è rialzata sopra il dorso. a riposo raggiunge il garretto e può incurvarsi. Il colore accettato è il bianco uniforme. Indesiderabili eventuali macchioline color crema. Pelo corto e denso sul muso e sugli arti. Lungo, denso, diritto o leggermente ondulato sul resto del corpo. Abbondante sottopelo. Gli occhi sono di media grandezza, disposti di traverso e di colore marrone scuro. Le orecchie sono spesse, triangolari e ben ricoperte di pelo. La testa è asciutta e proporzionale al corpo. Cranio leggermente convesso. Stop ben marcato. Muso robusto ma che si affina verso il tartufo. I piedi sono Ovali, a forma di pugno relativamente grande.

## Carattere
Cane di grande temperamento, mostra subito una viva intelligenza. È infatti molto precoce, non ha difficoltà a capire il ruolo che deve rivestire nella famiglia ed è tempestivo nell'eseguire tutti i comandi che gli vengono impartiti. Energico ed equilibrato, verso gli estranei è naturalmente diffidente ma mai aggressivo, a meno che le circostanze non lo impongano. Tollerante con gli altri animali, difficilmente sopporta l'ingresso nel suo territorio di altri cani: in questo caso può arrivare a mostrare una spiccata dominanza con conseguenti atteggiamenti aggressivi. 

## Cure
Si deve prestare molta attenzione alla pulizia delle orecchie per evitare che vi si possano annidare pericolosi parassiti portatori di malattie anche gravi. Per il resto è un cane molto rustico che non richiede nessuna particolare cura e che non ha problemi a dormire all'aperto anche con climi rigidi. 

## Consigli
Nella scelta del cucciolo è bene affidarsi a un allevatore specializzato che offra soggetti frutto esclusivamente di un'attenta selezione e di un'adeguata socializzazione. Data la notevole mole, difficilmente si adatta a vivere in un appartamento o comunque una casa senza giardino. Se può avere a disposizione qualche metro quadro di verde si sente infatti più a suo agio, oltre a poter svolgere al meglio il suo tradizionale ruolo di guardiano. Ha un carattere forte e deciso che richiede pazienza e fermezza nella sua educazione: al proprietario che sa affermarsi come leader carismatico offre un attaccamento e una fedeltà senza pari. Sotto il profilo caratteriale, è sempre meglio cuccioli che non siano figli di soggetti troppo aggressivi o, al contrario, dal temperamento troppo timido.

## Diffusione
Nel 2004 sono stati iscritti 4 cuccioli ai libi genealogici ENCI, ma in molti anni non ne è stato venduto nessun soggetto.

## Caratteristiche
| Adatto per | Non adatto per    |
| ---------- | ----------------- |
| Compagnia  | Fly ball          |
| Difesa     | Freestyle         |
| Guardia    | Obedience         |
|            | Agility dog       |
|            | Protezione civile |